# Saint-Martin-d'Arcé
Saint-Martin-d'Arcé là một xã thuộc tỉnh Maine-et-Loire trong vùng Pays de la Loire phía tây nước Pháp. Xã này nằm ở khu vực có độ cao trung bình 75 mét trên mực nước biển.